# Піщанська сільська рада (Подільський район)
Піща́нська сільська́ ра́да — орган місцевого самоврядування Піщанської сільської громади у Подільському районі Одеської області України.

## Населення
Згідно з переписом 1989 року населення сільської ради становило 4377 осіб, з яких 1957 чоловіків та 2420 жінок.
За переписом населення 2001 року в сільській раді мешкало 3214 осіб.

### Мова
Розподіл населення за рідною мовою за даними перепису 2001 року:
| Мова       | Відсоток |
| ---------- | -------- |
| українська | 96,04 %  |
| російська  | 2,04 %   |
| вірменська | 0,77 %   |
| молдовська | 0,71 %   |
| білоруська | 0,15 %   |
| болгарська | 0,03 %   |

## Склад ради
Рада складається з 16 депутатів та голови.
- Голова ради: Гербенський Володимир Дмитрович
- Секретар ради: Фургал Тетяна Володимирівна

### Керівний склад попередніх скликань
| Прізвище, ім'я, по батькові     | Основні відомості                                                                       | Дата обрання | Дата звільнення |
| ------------------------------- | --------------------------------------------------------------------------------------- | ------------ | --------------- |
| Гайдученко Іван Феодотович      | Сільський голова, 1951 року народження, освіта вища, безпартійний                       | 26.03.2006   | 31.10.2010      |
| Гайдученко Іван Феодотович      | Сільський голова, 1951 року народження, освіта вища, безпартійний                       | 31.10.2010   | 02.06.2013      |
| Гербенський Володимир Дмитрович | Сільський голова, 1967 року народження, освіта середня спеціальна, член Партії регіонів | 02.06.2013   |                 |

Примітка: таблиця складена за даними сайту Верховної Ради України

### Депутати
За результатами місцевих виборів 2010 року депутатами ради стали:

#### За суб'єктами висування
| Суб'єкт висування                                       | Кількість обраних депутатів | %    |
| ------------------------------------------------------- | --------------------------- | ---- |
| Партія регіонів                                         | 8                           | 50   |
| Самовисування                                           | 4                           | 25   |
| Політична партія Всеукраїнське об'єднання «Батьківщина» | 2                           | 12,5 |
| Політична партія «Сильна Україна»                       | 1                           | 6,3  |
| Соціалістична партія України                            | 1                           | 6,3  |

#### За округами
| № округу                                                | Прізвище, ім'я, по батькові    | Дата визнання обраним | Освіта             | Партійна приналежність                        | Відомості про обраного депутата                      |
| ------------------------------------------------------- | ------------------------------ | --------------------- | ------------------ | --------------------------------------------- | ---------------------------------------------------- |
| Партія регіонів                                         |                                |                       |                    |                                               |                                                      |
| 1                                                       | Груценко Сергій Іванович       | 05.11.2010            | середня            | позапартійний                                 | приватний підприємець                                |
| 3                                                       | Чорна Людмила Семенівна        | 05.11.2010            | середня спеціальна | член Партії регіонів                          | приватний підприємець                                |
| 7                                                       | Котюга Тамара Сергіївна        | 05.11.2010            | середня спеціальна | позапартійна                                  | Піщанська школа-інтернат, діетсестра                 |
| 8                                                       | Халус Федір Іванович           | 05.11.2010            | середня            | позапартійний                                 | приватний підприємець                                |
| 10                                                      | Чорний Михайло Максимович      | 05.11.2010            | середня спеціальна | позапартійний                                 | пенсіонер                                            |
| 13                                                      | Фургал Тетяна Володимирівна    | 05.11.2010            | середня спеціальна | позапартійна                                  | Піщанська сільська рада, секретар                    |
| 14                                                      | Нікіфоренко Людмила Михайлівна | 05.11.2010            | вища               | позапартійна                                  | ПП «Скіф», бухгалтер                                 |
| 16                                                      | Безугла Ольга Вікторівна       | 05.11.2010            | вища               | член Партії регіонів                          | Піщанська школа-інтернат, логопед                    |
| Політична партія Всеукраїнське об'єднання «Батьківщина» |                                |                       |                    |                                               |                                                      |
| 9                                                       | Онуфрієнко Борис Петрович      | 05.11.2010            | середня спеціальна | член Всеукраїнського об'єднання «Батьківщина» | тимчасово не працює                                  |
| 15                                                      | Скрипник Анжела Федорівна      | 05.11.2010            | вища               | позапартійна                                  | Піщанська школа-інтернат, вихователь                 |
| Політична партія «Сильна Україна»                       |                                |                       |                    |                                               |                                                      |
| 5                                                       | Рубаха Сергій Олексійович      | 05.11.2010            | вища               | член Політичної партії «Сильна Україна»       | пенсіонер                                            |
| Соціалістична партія України                            |                                |                       |                    |                                               |                                                      |
| 6                                                       | Полтавчук Віктор Іванович      | 05.11.2010            | середня спеціальна | член Соціалістичної партії України            | Піщанська школа-інтернат, робітник                   |
| Самовисування                                           |                                |                       |                    |                                               |                                                      |
| 2                                                       | Марусич Людмила Григорівна     | 05.11.2010            | середня спеціальна | позапартійна                                  | пенсіонер                                            |
| 4                                                       | Смашна Людмила Василівна       | 05.11.2010            | вища               | позапартійна                                  | Піщанська загальноосвітня школа, заступник директора |
| 11                                                      | Дідур Дмитро Степанович        | 05.11.2010            | вища               | позапартійний                                 | Піщанська сільська рада, землевпорядник              |
| 12                                                      | Олійник Ірина Степанівна       | 05.11.2010            | вища               | позапартійна                                  | Піщанська загальноосвітня школа, вчитель             |